# جيمي بتلر (ممثل)
جيمي بتلر (بالإنجليزية: Jimmy Butler)‏ مواليد 20 فبراير 1921 في آكرون، الولايات المتحدة - الوفاة 18 فبراير 1945 في فرنسا، هو ممثل أمريكي بدأ مسيرته الفنية سنة 1933.

## الأعمال
- هذا جيشي
- مدينة الصبيان
- الملاك الداكن
- ميلودراما مانهاتن

## روابط خارجية
- جيمي بتلر على موقع IMDb (الإنجليزية)
- جيمي بتلر على موقع ألو سيني (الفرنسية)
- جيمي بتلر على موقع أول موفي (الإنجليزية)
- جيمي بتلر على موقع قاعدة بيانات الأفلام السويدية (السويدية)
- جيمي بتلر على موقع قاعدة بيانات الفيلم (الإنجليزية)
- جيمي بتلر على موقع كينوبويسك (الروسية)